# Peña Isasa
Peña Isasa är ett berg i Spanien.   Det ligger i provinsen Provincia de La Rioja och regionen La Rioja, i den nordöstra delen av landet, 230 km nordost om huvudstaden Madrid. Toppen på Peña Isasa är 1 448 meter över havet, eller 429 meter över den omgivande terrängen. Bredden vid basen är 10,9 km.
Terrängen runt Peña Isasa är huvudsakligen kuperad. Runt Peña Isasa är det glesbefolkat, med 20 invånare per kvadratkilometer. Närmaste större samhälle är Arnedo, 8,1 km nordost om Peña Isasa. Omgivningarna runt Peña Isasa är i huvudsak ett öppet busklandskap.